# Rina Suzuki
Pour les articles homonymes, voir Suzuki.
Rina Suzuki (鈴木 理菜, née le 21 août 1991 dans la Préfecture de Nara au Japon), plus connue sous le prénom RINA comme nom de scène, est la batteuse, pianiste, et l'une des chanteuses du groupe Scandal. En 2012, elle participe en parallèle au groupe temporaire Halloween Junky Orchestra du chanteur Hyde

## Profil
Elle est née le 21 août 1991 (c'est la plus jeune du groupe) dans la préfecture de Nara. Elle est donc de signe astrologique occidental lion, et chinois, chèvre. La jeune batteuse est de groupe sanguin B et mesure 1,57 m. Elle a fréquenté l'école de chant et de danse d'Osaka tout comme Tomomi. Elle est considérée comme une personne calme. Rina est la grande sœur de deux sœurs et un petit frère. La plus petite sœur s'appelle Natsuna Suzuki.

## Son parcours
En 2006, à seulement 15 ans, Rina rencontre Tomomi dans une école de chant et de Danse d'Osaka. Peu de temps après, elle fait la connaissance de Mami qui est une amie de Tomomi et, Haruna, qui est dans la même école de danse et de chant que Mami. Peu de temps après, elle décide d'intégrer le groupe Scandal (qui n'avait pas encore de nom à cette époque). Elle n'avait aucune connaissance dans le domaine de la batterie mais a quand même essayé . Lors d'un interview, la jeune batteuse avoue avoir pensé à arrêter la batterie à maintes reprises, fondant en larmes sur ces mots. Rina a pu montrer ses talents, avec les débuts du groupe en 2008. Elle joue également du piano sur certains titres, et on peut aussi l'entendre chanter sur les chansons Playboy, Taiyô Scandalous ou encore Happy Collector par exemple. En parallèle, elle fait aussi de la publicité pour une marque de batterie, et lance une ligne de baguettes de batterie à son nom. Elle pose dans quelques magazines, comme Kera. En 2012, elle fait partie comme batteuse du groupe temporaire Halloween Junky Orchestra de Hyde, créé à titre temporaire à l'occasion de la fête d'Halloween, aux côtés de Tomoko Kawase, Anna Tsuchiya, Kanon Wakeshima, Acid Black Cherry...